# 줄리아 곤차가
줄리아 곤차가(Giulia Gonzaga, 1513년 ~ 1566년 4월 16일)는 르네상스 시기의 이탈리아 귀족 여성이다.

## 생애
줄리아는 1512년 갈루초(만토바 인근)에서 사비오네타와 보촐로의 군주인 루도비코 곤차가와 프란체스카 피에스키(Francesca Fieschi) 사이에서 태어났다. 1526년(당시 14세)에 폰디 백작이자 트라에토의 공작인 베스파시아노 콜론나와 혼인했다(1480-1528). 혼인한지 3년만에 남편이 사망한 후, 줄리아는 동시대인들의 수많은 관심을 이끌어낸 문화의 중심지로서 그녀의 궁전을 만들어냈고, 관심을 이끈 이중에는 그녀의 유명한 미모에 이끌린 자들도 있었으나, 그녀는 재혼을 거절하였다. 그녀는 만남을 가진후 이트리에서 사망한 추기경인 이폴리토 데 메디치와 연인관계이기도 하였다.

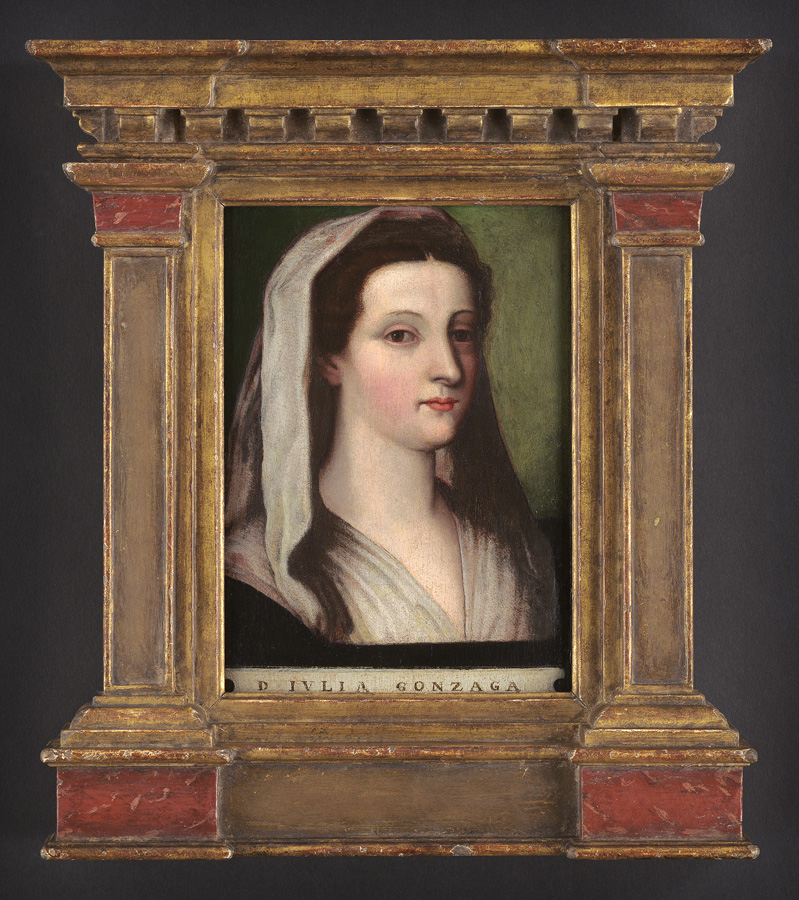
줄리아 곤차가.

1534년 8월 8-9일 밤에 폰디는 그녀를 납치하여 쉴레이만 1세에게 받치려던 바르바로스 제독의 공격을 받았다. 바르바로스는 오스만 제국의 고위 고관인 파갈 이브라힘 파샤에게 그녀를 납치하도록 명령하였다. 파샤의 계획은 그녀를 술탄의 하렘에 넣어주고 술탄의 아내였던 록셀라나를 대신하는 것이였다. 하지만 그녀는 탈출하였고 분노한 바르바로스는 폰디와 인근의 스페르론가의 시민들을 학살하였으며, 그는 이트리 근처에서 격퇴당하였다. 그녀는 기사 한 명을 동반하여 야밤에 달아났었다. 그녀는 나중에 그 기사를 죽였는데, 그 이유는 그녀가 도주하는 동안에 거의 나체였고 그가 이 모습을 너무나도 많이 봤었기 때문이였다. 또한 바르바로스의 납치 행위가 베스파시아노 콜론나 사망 후, 그의 영지 회복을 희망하던 콜론나 가문 일원들에게서 동기를 받았을 것이라는 추측도 있다.
줄리아 곤차가는 1535년(당시 22세) 나폴리에 있는 수도원에 들어갔고, 거기서 1536년에 후안 데 발데스를 만났다. 이 만남과 이후 서신은 그녀를 종교 재판의 주목을 끌게 하기도 하였다.
줄리아 곤차가는 1566년에 53세의 나이로 사망하였다. 그녀의 사망 후, 피에트로 카르네스키와 주고 받은 서신은 후자가 이단 혐의로 화형을 당하면서 태워졌다.

## 같이 보기
- 폰디
- 베스파시아노 1세 곤차가